# İstanbul Kırmızısı
Pour plus de détails, voir Fiche technique et Distribution.
İstanbul Kırmızısı est un film turc réalisé par Ferzan Özpetek, sorti en 2017.

## Synopsis
Deniz, un auteur à succès, demande des conseils à son ami Ohran sur son nouveau manuscrit. Orhan part de Londres pour le rejoindre à Istanbul, mais, à son arrivée, Deniz a disparu.

## Fiche technique
- Titre : İstanbul Kırmızısı
- Titre italien : Rosso Istanbul
- Titre anglais : Red Istanbul
- Réalisation : Ferzan Özpetek
- Scénario : Gianni Romoli, Valia Santella et Ferzan Özpetek d'après son roman
- Musique : Giuliano Taviani et Carmelo Travia
- Photographie : Gian Filippo Corticelli
- Montage : Patrizio Marone
- Production : Necati Akpinar, Tilde Corsi et Gianni Romoli
- Société de production : R&C Produzioni, Rai Cinema, Besiktas Kültür Merkezi et Big Bloom
- Pays :  Turquie et  Italie
- Genre : Drame
- Durée : 110 minutes
- Dates de sortie : 
  -  Turquie : 3 mars 2017

## Distribution
- Halit Ergenç : Orhan
- Tuba Büyüküstün : Neval
- Nejat İşler : Deniz
- Mehmet Günsür : Yusuf
- Çigdem Selisik Onat : Süreyya
- Zerrin Tekindor : Aylin
- Serra Yılmaz : Sibel
- Reha Özcan : Ali
- Ayten Gökçer : Betül
- Ipek Bilgin : Güzin
- Selim Bayraktar : Ömer
- Cemre Ebuzziya : Sultan
- Tugrul Çetiner : Oguz
- Gaye Su Akyol : Singer
- Serif Sezer : la mère de Yusuf
- Nergis Öztürk : le détective de police
- Yelin Mckay : Zeynep

## Distinctions
Le film a été nommé pour trois Rubans d'argent : meilleur réalisateur, meilleure photographie et meilleure musique.